# 209 Dido
A 209 Dido a Naprendszer kisbolygóövében található aszteroida. Christian Heinrich Friedrich Peters fedezte fel 1879. október 22-én.